# Доусон, Кристофер Генри
Кристофер Генри До́усон (англ. Christopher Henry Dawson; 12 октября 1889 — 25 июля 1970) — крупнейший английский историк, философ и культуролог, чьи произведения в своё время по достоинству были оценены такими западными мыслителями, как А. Дж. Тойнби , Т. С. Элиот, Ж. Маритен, Э. Жильсон, О. Хаксли, К. С. Льюис, Дж. Р. Толкиен и др. Имя Доусона часто ставили в одном ряду с именами таких выдающихся исследователей культуры XX века, как О. Шпенглер, А. Дж. Тойнби и Ф. Нортроп.

## Биография
Кристофер Генри Доусон родился 12 октября 1889 года в Харлингтон Холле (Скайптон), Йоркшир, образование получил в Винчестере и в Тринити-колледже (Оксфорд). После окончания Оксфорда в 1911 г. он изучал экономику в Швеции в качестве частного ученика у выдающегося шведского экономиста, профессора Густава Касселя. В 1914 г. Доусон принимает католичество и в течение 12 лет читает лекции в колледже в Эксетере, где продолжает свою научную деятельность. В 1916 году он женился на католичке Валери Миллс (англ. Valery Mills).
В конце этого периода Доусон начинает писать свои первые книги. В 1930—1936 гг. он читает в том же колледже лекции по истории культуры и параллельно (1933—1934) — форвудовские лекции по философии религии в Ливерпульском университете. В 1947 и 1948 гг. он — джиффордский лектор в Эдинбургском университете (джиффордские лекции, как правило, посвящались естественной теологии), в 1943 г. становится членом Британской Академии. В 1958—1962 гг. в качестве избранного профессора римско-католических исследований читает лекции в Гарвардском университете. 25 мая 1970 года Кристофер Доусон скончался на восемьдесят первом году жизни.

## Творческий путь
Уже в Оксфорде Доусон начал заниматься специальным исследованием отношений между религией, социологией и культурой, и в этой области находится дело всей его жизни.

Он пришел тогда к осознанию глубокого, непроходимого разрыва между прошлым и настоящим, между средневековым миром, связанным воедино верой, и новым миром, испытавшим полный распад своих культурных и общественных связей и еще доныне мало сознающим их утрату. Есть немало социологов, широко охватывающих социальные связи, но нигде и никогда они не принимали во внимание социальные функции религиозной веры. Есть ученые, изучающие религии, но они ограничиваются психологической или этической стороной материала. В этой ситуации Доусон находит свою собственную и важную задачу, лежащую в пограничной зоне между социологией и философией религии. Все более настоятельно выдвигающийся вопрос о влиянии религиозности на всякое культурно-творческое общество вызывал в нем побуждение к созданию главного его труда и дал ему направление, суть которого состоит в уяснении истории, исследовании смысла современности; это один из важных путей к объяснению основ европейской культуры.

Немецкий исследователь доусоновской философии Ф. К. Шлагбергер выделяет несколько основополагающих влияний, сформировавших творческую индивидуальность английского мыслителя. Во-первых, это аристотелевская «Политика», игравшая в оксфордском образовании очень большую роль (определенные отголоски этого влияния видны в доусоновской антропологии, в частности, в одной из первых работ — «Природа и судьба человека»). Затем на молодого Доусона повлиял его учитель сэр Эрнест Баркер, у которого он в 1911—1914 гг. изучал историю. Баркеру принадлежит множество книг по политической философии, из них наиболее известная и фундаментальная посвящена политическому миру идей Византийской империи.
В 1912 г. Доусон знакомится с работами Эрнеста Трёльча и с тех пор, по его собственному признанию, почти всецело посвящает себя проблеме отношений между религией и культурой. Историзм Э. Трёльча и М. Вебера имел сильное воздействие на Доусона в продолжение всей его учебы в аспирантуре. В 1914 г. Доусон, выросший в англиканском окружении, переходит в римское католичество. Этот серьезный шаг явился результатом мучительных духовных поисков мыслителя, разочарованного состоянием современной культуры и не находившего удовлетворения в той чисто формальной религиозности, которую исповедовало английское общество. Именно в католицизме Доусон видел воплощение христианских идей в наибольшей чистоте и подлинности. С другой стороны, католицизм как нельзя лучше соответствовал традиционалистским симпатиям Доусона. В религиозной сфере наибольшее влияние на него оказал Блаженный Августин и вся традиция патристики, определив, таким образом, его поворот к средневековой истории.
В первые годы после Мировой войны на социологические исследования Доусона сильно повлияли идеи французского католического социолога Фредерика Ле Пле (1806—1882), а также его английских продолжателей, группировавшихся вокруг журнала «Социологическое обозрение» (прежде всего, идеи П. Геддеса и В. Брэнфорда). Другим (правда, не столь прямым) было влияние немецких католических романтиков — Адама Мюллера (1770—1829) и его современного последователя Отмара Шпанна (1878—1950) — у которых, по мнению Шлагбергера, Доусон ознакомился с «замечательной параллельностью идей». В этом ему также в известной степени помог до 1930-х гг. ни разу не упомянутый теоретик консерватизма Эдмунд Бёрк (1729—1797). Консервативным устремлениям Доусона были близки (еще в студенческие годы) и французские писатели-рационалисты конца XIX в. М. Баррес (1862—1923) и Ш. Моррас, но в особенности — Шарль Пеги (1873—1914), демократическо-католический рационалист, который соединил в грандиозном личном синтезе столь разнообразные духовные течения. Наконец, последнее серьезное влияние на Доусона (не только как на верующего католика, но и как на мыслителя) оказали традиции Оксфордского движения и прежде всего его основатель кардинал Дж. Г. Ньюмен (1801—1890), в разное время являвшийся авторитетом и образцом для многих видных деятелей английской культуры (в частности, О. Уайльд называл воззрения Ньюмена «великой школой мышления»).
В различное время Доусон испытывал разнообразнейшие влияния, и с этим связана определенная трудность в однозначной характеристике его идей. Привыкшие к мышлению в «черно-белых» категориях критики и обозреватели доусоновских книг, чтобы идентифицировать идеи английского мыслителя, «использовали противоречащие ярлыки: капиталист, марксист, фашист, либерал, консерватор, реакционер. В действительности ярлык, наиболее подходящий Доусону, следовало бы начать с определения „римский католик“ и затем добавить такие эпитеты, как „августинианский“ и „социальный плюралист“», — замечает американский историк Мак-Интайр.
В течение своей жизни Доусон написал свыше тридцати книг и около ста пятидесяти статей. Наиболее известные его произведения: «Век богов», «Прогресс и религия», «Становление Европы», «Религия и современное государство», «По ту сторону политики», «Средневековая религия», «Религия и культура», «Религия и возникновение западной культуры», «Постигая Европу», «Динамика всемирной истории», «Кризис западного образования», «Боги революции». Основным трудом жизни Доусона являлась задуманная им пятитомная история культуры, которая должна была носить заглавие «Жизнь цивилизаций», но которая никогда полностью не была завершена. Как считает К. Скотт, книга «Прогресс и религия» (1929) — наиболее яркое произведение — создавалась в качестве краткого изложения всего замысла. Первым томом был «Век богов» (1928), посвященный доистории (от Ледникового периода до конца II тысячелетия до н. э.), а «Становление Европы» (1932), посвященное раннему средневековью, замышлялось в качестве третьего. Второй том, написанный частично, но незавершенный, должен был называться «Возникновение мировых религий» и покрывать период с 1200 по 300 гг. до н. э. Четвертый том охватывал бы период позднего средневековья (очевидно, частью его является «Средневековая религия» (1934)). Последний том, посвященный периоду с эпохи Просвещения до современности, также остался незавершенным. Главы, относящиеся к Французской революции, появились в посмертной публикации — книге «Боги революции» (1974). Ф. К. Шлагбергер замечает, что в джиффордских лекциях 1947 и 1948/49 гг., опубликованных под названиями «Религия и культура» и «Религия и возникновение западной культуры», а также в книгах «Постигая Европу», «Движение мировой революции» и «Кризис западного образования» дан материал для последней части задуманного труда.
Таким образом, в произведениях Доусона содержится анализ практически всей истории Европы — от Ледникового периода до наших дней. Грандиозности замысла соответствуют ясность изложения и колоссальная эрудиция автора. Основная мысль, проходящая через весь замысел, — показать, что изменения в культуре сопровождались (и были обусловлены) изменениями в религиозных верованиях человека и в духовном отношении к жизни, что культура не может сохранять свою жизненность без религии (как это выясняется из изучения Доусоном всемирной истории) и что единственный выход из существующего духовного кризиса может заключаться лишь в обращении к этому вечному источнику культурного творчества.

## Известные историки о К. Г. Доусоне
«Я читал последнюю работу живущего историка и мыслителя, чьи книги я всегда читаю с рвением и принимаю близко к сердцу».
«Достоинства Кристофера Доусона стали известны читателям его книг, опубликованных при его жизни…» Работа Доусона '«всегда была и оригинальной, и искренней. Его мысли и чувства — всегда его собственные. Они никогда не были получаемы из вторых рук, и это качество делает его трактовку достойной вознаграждения. Хотя часто отдельный предмет мог рассматриваться его предшественниками, трактовка Доусона бросает на него новый свет». А. Дж. Тойнби.
"Его последняя книга дала мне то, в чем я нуждался в течение сорока лет, будучи не в состоянии где-либо это найти: разумное и надежное объяснение истории средневековой философии. Я желал бы иметь такую книгу до того, как написал свою «Философию в средние века». Э. Жильсон.
«Кристофер Доусон, возможно, самый мыслящий, стимулирующий и внушительный историк католической религии, который в это столетие посвятил себя общей истории цивилизации. Он более приближен к земле и более убедителен, чем Шпенглер и Тойнби… Это книга („Динамика всемирной истории“), которую не может без вреда для себя игнорировать мыслящий историк, и она столь же современна, сколь и полезна для просвещения». Г. Э. Барнес.  «По масштабу и проницательности доусоновская концепция истории стоит в одном ряду с работами Шпенглера, Нортропа и Тойнби». Дж. Дж. Маллой.
«„Динамика всемирной истории“- блестящий синтез исторической мысли Кристофера Доусона. Это книга, которую следует читать и перечитывать не только студентам и профессорам истории, но и всем, кто хочет получить более глубокое понимание цивилизации, её динамики и смысла». М. Р. П. Мак-Гуир.
«Он близко знаком с антропологией, социологией, психологией и с остальными отраслями наук о поведении, но он делает своё дело так, чтобы сохранить достоинства историка перед лицом всех их. Он чувствует себя дома в средневековой интеллектуальной истории — месте, не часто сильном у современных искателей целостной модели прошлого». К. Бринтон.
«…впечатляющее проявление социологической и антропологической эрудиции… Прискорбно, что он не лучше известен за пределами Англии, где его положение историка культуры серьезно не подвергается сомнению даже критиками, не симпатизирующими его точке зрения». Дж. Личтайм.

## Основные работы

### Переведенные на русский язык
- Досон (sic!) К. Христианский взгляд на историю // Философия истории: Антология: Пособие для студентов гуманит. вузов / Сост., ред и вступ. ст. Ю. А. Кимелева. — М.: АО «Аспект Пресс», 1994. — С. 248—261.
- Доусон К. Г. Религия и культура / Пер. с англ., вступ. ст., коммент. К. Я. Кожурина. — СПб.: Алетейя, 2000. — 281 с. — (Миф, религия, культура).
- Доусон К. Г. Боги революции / Пер. с англ., вступ. ст., коммент. К. Я. Кожурина. — СПб.: Алетейя, 2002. — 332 с. — (Миф, религия, культура).

### На английском языке
- The Age of the Gods. A study in the origins of culture in prehistoric Europe and the ancient East. [With a bibliography]. — London: John Murray, 1928. — XX, 446 p., III pl.
- Progress and Religion. An historical enquiry. — London: Sheed & Ward, 1929. — XVII, 254 p.
- Christianity and Sex. — London: Faber & Faber, 1930. — 40 p. — [Criterion Miscellany. No. 13].
- Christianity and the New Age. — London: Sheed & Ward, 1931. — 110 p. — [Essays in Order. No. 3].
- The Making Europe. An introduction to the history of European unity. [With a bibliography, plates and folding maps]. — London: Sheed & Ward, 1932. — XXIV, 317 p.
- The Modern Dilemma: the problem of European unity. — London: Sheed & Ward, 1932. — 113 p. — [Essays in Order. No. 8].
- Enquires into Religion and Culture. — London and New York: Sheed & Ward, 1933. — XI, 347 p.
- The Spirit of the Oxford Movement. — London: Sheed & Ward, 1933. — XV, 144 p.
- Mediaeval Religion — The Forwood Lectures, 1934 — and other essays. — London: Sheed & Ward, 1934. — VII, 195 p.
- Edward Gibbon… From Proceedings of the British Academy, etc. — London: Humphrey Milford, [1934]. — 24 p. — [British Academy. Annual Lecture on a Master Mind, Henriette Hertz Trust, 1934].
- Religion and the Modern State… With a frontispiece by Eric Gill. — London: Sheed & Ward, 1935. — XXII, 154 p.
- Mediaeval Christianity. — London: Catholic Truth Society, 1935. — 32 p. — [Studies in Comparative Religion. No. 25].
- Twelve Selections from Christopher Dawson. Sheed and Ward samplers. — New York: Sheed & Ward, 1936.
- Beyond Politics. — London: Sheed & Ward, 1939. — 136 p.
- The Sword of the Spirit. [Reprinted from «The Dublin Review»]. — London: Sands, [1942]. — 15 p. — [Sword of the Spirit Pamphlets].
- Christian Freedom. — London: Sands, [1943]. — 12 p. — [Sword of the Spirit Pamphlets. No. 5].
- The Judgement of the Nations. — London: Sheed & Ward, 1943. — V, 154 p.
- In the Power of the Spirit. — London: Sword of the Spirit, [1943]. — 12 p.
- The Renewal of Civilization. — London: National Peace Council, [1943]. — 11 p. — [Peace Aims Pamphlet. No. 20].
- Europe — a Society of Peoples. — London: Catholic Truth Society, 1946. — 16 p.
- It shall not happen here. — London: Sword of the Spirit, [1947]. — 18 p.
- Religion and Culture. Gifford Lectures. Delivered in the University of Edinburgh in the year 1947. — London: Sheed & Ward, 1948. — V, 225 p.
- Religion and the Rise of Western Culture. Gifford Lectures. Delivered in the University of Edinburgh in the year 1948—1949. [With plates]. — London: Sheed & Ward, 1950. — XVI, 286 p.
- Understanding Europe. — London and New York: Sheed & Ward, 1952. — IX, 261 p.
- Medieval Essays. — London and New York: Sheed & Ward, 1953. — VII, 271 p.
- The Makers of Christendom. General editor: C. Dawson. — London and New York: Sheed & Ward, 1954 — .
- The Mongol Mission. Narratives and letters of the Franciscan missionaries in Mongolia and China in the thirteenth and fourteenth centuries. Translated by a nun of Stanbrook Abbey. Edited and with an introduction by C. Dawson. [With genealogical plates and a map]. — London and New York: Sheed & Ward, 1955. — XXXIX, 246 p. — [The Makers of Christendom].
- The Dynamics of World History… [Selected writings]. Edited by John J. Mulloy. [With a portrait]. — London: Sheed & Ward, 1957. — XIV, 489 p.
- The Revolt of Asia. [Reprinted from «The Tablet»]. — London and New York: Sheed & Ward, 1957. — 48 p.
- The Movement of World Revolution. — London: Sheed & Ward, 1959. — 179 p.
- America and the Secularization of Modern Culture. The Smith Lecture sponsored by the Department of History of the University of St. Thomas. — Houston: University of St. Thomas, 1960. — 31 p.
- The Historic Reality of Christian Culture. A way to the renewal of human life. — New York: Harper & Bros., [1960]. — 124 p. — [Religious Perspectives. Vol. 1].
- The Crisis of Western education… With specific programs for the study of Christian culture by John J. Mulloy. — London: Sheed & Ward, 1961. — VI, 246 p.
- The Dividing of Christendom. Foreword by Douglas Hotron. — New York: Sheed & Ward, [1965]. — X, 304 p. (English edition with an introduction by David Knowles. — London: Sidgwick & Jackson, 1971. — X, 286 p.
- Mission to Asia. (Medieval Academy reprints for Teaching Ser.) — Toronto: Harper & Row Publ., 1966.
- The Formation of Christendom. — New York: Sheed & Ward, [1967]. — X, 309 p.
- The Gods of Revolution. — London: Sidgwick & Jackson, 1972. — XVII, 173 p.
- Religion and World History: selection from the works of Christopher Dawson / edited by James Oliver and Christina Scott; foreword by R. C. Zaehner. 1st ed. — Garden City, New York: Image Books, 1975. — 351 p. — (An Image book original).
- Christianity in East and West. Ed. John Mulloy. — La Salle, Illinois: Sugden, 1981.
- Religion and Western. — New York, 1991.
- Democracy and Peace. Christopher Dawson and Malcolm Spencer. [Containing the complete text of an address by C.H. Dawson entitled «The Two Currents in the Modern Democratic Tradition», delivered at the conference on «Democracy and Peace» held at Oxford in April. 1945. With a compilation by M. Spencer from material contributed by various other speakers at the conference]. — London: National Peace Council, [1945]. — 32 p. — [Peace Aims Pamphlet].

Наиболее полная библиография трудов К. Г. Доусона представлена на сайте: https://web.archive.org/web/20060309205249/http:/www.deepsight.org/bibliog/dawbib.htm